# Marie Kateřina Brignole
Marie Kateřina Brignole (7. října 1737, Palazzo Rosso – 18. března 1813, Londýn) byla sňatkem s Honoré III. monackou kněžnou.
Její manžel v roce 1795 zemřel a ona se v roce 1798 podruhé provdala za Ludvíka Josefa Bourbona, knížete z Condé.

## Život

### Mládí
Marie Kateřina se narodila jako dcera Giuseppe Brignole-Sale, markýze di Groppoli, a Marie Anny Balbi, dcery Francesca Maria Balbi, který byl v roce 1732 janovským dóžetem. Protože byl její otec janovským velvyslancem ve Francii, navštěvovaly Marie Kateřina a její matka salóny Paříže a královský dvůr ve Versailles. Její životopisec Philippe Paul, comte de Ségur, nazval Marii Kateřinu "nejkrásnější ženou ve Francii".
V roce 1755 bylo navrženo manželství Marie Kateřiny a monackého knížete Honoré III. Honoré III. byl dříve milencem její matky, ale chtěl se oženit, aby poskytl následníka svého trůnu, a přitahovala ho krása Marie Kateřiny.
Princ odmítl mnoho nabídek k sňatku, ale byl ochotný si vzít Marii Kateřinu kvůli její kráse a věnu. Její otec však nesouhlasil kvůli špatné pověsti knížete Honorého i kvůli vyhlídce, že by kníže zdědil jeho jmění. Na konci roku 1756 se uvolil souhlasit až po zásahu francouzského krále Ludvíka XV. a Madame de Pompadour.

### Monacká kněžna
Svatební obřad se uskutečnil 15. června 1757 v Janově per procura bez přítomnosti ženicha. Marie Kateřina připlula do Monaka lodí, doprovázena suitou janovské šlechty. Když však dorazili, kníže Honoré nepřišel na palubu lodi, aby přivítal svou nevěstu. Když ho o to požádali, odpověděl, že jeho postavení monarchy vyžaduje, aby přišla ona za ním. Janovský doprovod odpověděl, že Marie Kateřina je členkou vládnoucí rodiny Janovské republiky (její strýci, Gian Francesco a Rodolfo Brignole-Sale, byli v letech 1746–48 a 1762–64 dóžaty) a odmítli knížete uposlechnout a přijít za ním. Loď proto několik dní uvízla na volném moři, dokud nesnáze nevyřešil sám pár, který se setkal v polovině cesty na mostě mezi lodí a břehem.
Vztah byl zpočátku přátelský a pár měl dva syny, monackého knížete Honoré IV. (narozen 17. května 1758) a prince Josefa (narozen 10. září 1763). Marie Kateřina byla popisována jako krásná a okouzlující a zpočátku jako skutečně zamilovaná do svého manžela.
Honoré III. však nebyl spokojen se svým životem v Monaku, kde politické záležitosti řídil jeho strýc Chevalier de Grimaldi a v létě 1760 odešel do Paříže, zanechavši Marii Kateřinu za sebou. Když jí nakonec dovolil, aby se k němu v Paříži připojila, manželství se zhoršilo a Honoré trávil stále více času se svou milenkou v Normandii. Marie Kateřina navštěvovala francouzský královský dvůr a život ve vysoké společnosti, byla však popsána jako introvertní osobnost, která během plesů raději seděla se staršími, než aby tančila a která nepoužívala make-up, ale přesto byla také považována za velkou krásku. Marie Kateřina žila v Matignonu, kde trávila dny s knížetem z Condé, a málokdy se účastnila dvorního života. Honoré žárlil čím dál víc a požadoval, aby mu zapisovala své myšlenky. Jednou byla několik hodin sama s hezkým šlechticem, který jí pomáhal otevřít zaseknutou skříňku. Po tomto incidentu se žárlivost jejího manžela zhoršila natolik, že už to nebylo možné vydržet.
V roce 1765 v Paříži přitahovalo pozornost, že se jí dvoří kníže z Condé Ludvík Josef. Když jejího manžela informovala manželka jeho bratra Marie Christine de Rouvroy, vrátil se od své milenky v Normandii, aby jí vyplísnil: když odjel, Marie Kateřina, která do té doby považovala Condého za pouhého přítele, údajně reagovala na Condého city a začal jejich milenecký poměr. Honoré III. a Marie Kateřina žili oddělené života se svými milenci. V roce 1769 si začala zakládat svůj domov v Hôtel de Lassay, přístavbě hlavního sídla prince de Condé v Paříži, Palais Bourbon.
V roce 1769, Honoré III., který byl informován o cizoložství Marie Kateřiny, odpověděl návratem do Paříže a otevřeně se chlubil svými milenkami a cizoložstvím, načež Mara Kateřina opustila Paříž, aby hledala azyl v klášteře Navštívení v Le Mans pod ochranou svého strýce, který tam byl biskupem. Zprostředkování její matkou přineslo dočasné smíření, ale když její otec zemřel a zanechal své jmění své dceři pod podmínkou, že její manžel k němu nebude mít přístup, Honoré III. pohrozil, že ji pošle zpět do Monaka, načež Maria Kateřina znovu hledala azyl v Le Mans.

### Milenka knížete z Condé
9. ledna 1770 se milenci Marie Kateřiny, knížeti z Condé, se podařilo využít svého vlivu k právní rozluce Marie Kateřiny s manželem a zařídil jí právo spravovat vlastní jmění. Maria Kateřina se poté, co byla schválena oficiální rozluka, přestěhovala k milenci a otevřeně s ním šťastně žila v jeho rezidenci na zámku Chantilly v Paříži. Honoré si konečně uvědomil, že jeho vztah s Marií Kateřinou skončil a obrátil svou pozornost na své vlastní milenky. Marie Kateřina napsala svému manželovi, že manželství lze shrnout třemi slovy: chamtivost, statečnost a žárlivost. Honoré III. nakonec vztah akceptoval a ona získala zámek Betz, kde jí Honoré umožnil setkat se se svými syny.
V roce 1774, kvůli nedovolenému postavení Marie Kateřiny jako milenky knížete z Condé a postavení ženy oddělené od manžela, nová francouzská královna, osmnáctiletá Marie Antoinetta, urazila Condého tím, že odmítla přijmout Marii Kateřinu u dvora. Kolem roku 1774 Condé a Marie Kateřina zahájili stavbu Hôtel de Monaco, který měl být jejím trvalým domovem v Paříži. Stavba probíhala na ulici Saint-Dominique poblíž Palais Bourbon a byla dokončena v roce 1777.

### Exil
Marie Kateřina žila s knížetem z Condé ve Francii až do vypuknutí revoluce v roce 1789, kdy odešli do Německa.
V roce 1791 žili ve městě Koblenz, kde byla Marie Kateřina jednou z vůdčích dam francouzského exilového dvora, nazvané "Královny emigrace", spolu s milenkou hraběte z Provence Annou de Balbi a milenkou hraběte z Artois Louise de Polastron. Kníže byl vůdcem emigrantské armády Condé. Marie Kateřina využila své velké jmění na financování ozbrojeného odporu francouzské komunity ve vyhnanství. Emigrantský dvůr v Koblenzi byl zrušen v roce 1792 a pár odjel do Velké Británie.
V roce 1795 zemřel Honoré III. a 24. října 1798 se Marie Kateřina v Londýně provdala za knížete z Condé. Manželství bylo drženo v tajnosti po desetiletí, pár se údajně stal otevřeně známým jako manžel a manželka ke dni 26. prosince 1808.
Na večírku pořádaném princem regentem v Carlton House utrpěla otoky nohou a 28. března 1813 ve Wimbledon House ve Wimbledonu ve věku 75 let zemřela. Pohřbena byla 4. dubna ve francouzské emigrantské kapli v kostele sv. Aloisia v Somers Town v Londýně.

## Vývod z předků
|                         |                                                        |  |                 |                                   |  |  |  |  |  |  |  | Antonio Giulio Brignole Sale, 2. markýz z Groppoli |
|                         |                                                        |  |                 |                                   |  |  |  |  |  |  |  |                                                    |
|                         | Giovanni Francesco Brignole Sale, 4. markýz z Groppoli |  |                 |                                   |  |  |  |  |  |  |  |                                                    |
|                         |                                                        |  |                 |                                   |  |  |  |  |  |  |  |                                                    |
|                         |                                                        |  |                 | Paola Maria Adorno                |  |  |  |  |  |  |  |                                                    |
|                         |                                                        |  |                 |                                   |  |  |  |  |  |  |  |                                                    |
|                         | Anton Giulio Brignole Sale, 5t. markýz z Groppoli      |  |                 |                                   |  |  |  |  |  |  |  |                                                    |
|                         |                                                        |  |                 |                                   |  |  |  |  |  |  |  |                                                    |
|                         |                                                        |  |                 | Giuseppe Maria Durazzo            |  |  |  |  |  |  |  |                                                    |
|                         |                                                        |  |                 |                                   |  |  |  |  |  |  |  |                                                    |
|                         | Maria Anna Durazzo                                     |  |                 |                                   |  |  |  |  |  |  |  |                                                    |
|                         |                                                        |  |                 |                                   |  |  |  |  |  |  |  |                                                    |
|                         |                                                        |  |                 | Francesca Balbi                   |  |  |  |  |  |  |  |                                                    |
|                         |                                                        |  |                 |                                   |  |  |  |  |  |  |  |                                                    |
|                         | Giuseppe Maria Brignole Sale, 7. markýz z Groppoli     |  |                 |                                   |  |  |  |  |  |  |  |                                                    |
|                         |                                                        |  |                 |                                   |  |  |  |  |  |  |  |                                                    |
|                         |                                                        |  |                 | Giovanni Battista Brignole Sale   |  |  |  |  |  |  |  |                                                    |
|                         |                                                        |  |                 |                                   |  |  |  |  |  |  |  |                                                    |
|                         | Giovanni Giacomo Brignole Sale                         |  |                 |                                   |  |  |  |  |  |  |  |                                                    |
|                         |                                                        |  |                 |                                   |  |  |  |  |  |  |  |                                                    |
|                         |                                                        |  |                 | Isabela Raggi                     |  |  |  |  |  |  |  |                                                    |
|                         |                                                        |  |                 |                                   |  |  |  |  |  |  |  |                                                    |
|                         | Isabela Brignole Sale                                  |  |                 |                                   |  |  |  |  |  |  |  |                                                    |
|                         |                                                        |  |                 |                                   |  |  |  |  |  |  |  |                                                    |
|                         |                                                        |  |                 | Angelo Pallavicini, janovský dóže |  |  |  |  |  |  |  |                                                    |
|                         |                                                        |  |                 |                                   |  |  |  |  |  |  |  |                                                    |
|                         | Lucrezia Pallavicini                                   |  |                 |                                   |  |  |  |  |  |  |  |                                                    |
|                         |                                                        |  |                 |                                   |  |  |  |  |  |  |  |                                                    |
|                         |                                                        |  |                 | Anna Raggi                        |  |  |  |  |  |  |  |                                                    |
|                         |                                                        |  |                 |                                   |  |  |  |  |  |  |  |                                                    |
| Marie Kateřina Brignole |                                                        |  |                 |                                   |  |  |  |  |  |  |  |                                                    |
|                         |                                                        |  |                 |                                   |  |  |  |  |  |  |  |                                                    |
|                         |                                                        |  | Francesco Balbi |                                   |  |  |  |  |  |  |  |                                                    |
|                         |                                                        |  |                 |                                   |  |  |  |  |  |  |  |                                                    |
|                         | Giacomo Balbi                                          |  |                 |                                   |  |  |  |  |  |  |  |                                                    |
|                         |                                                        |  |                 |                                   |  |  |  |  |  |  |  |                                                    |
|                         |                                                        |  |                 | Barbara Airoli                    |  |  |  |  |  |  |  |                                                    |
|                         |                                                        |  |                 |                                   |  |  |  |  |  |  |  |                                                    |
|                         | Francesco Maria Balbi, janovský dóže                   |  |                 |                                   |  |  |  |  |  |  |  |                                                    |
|                         |                                                        |  |                 |                                   |  |  |  |  |  |  |  |                                                    |
|                         |                                                        |  |                 | Agostino Pinelli                  |  |  |  |  |  |  |  |                                                    |
|                         |                                                        |  |                 |                                   |  |  |  |  |  |  |  |                                                    |
|                         | Olimpia Pinelli                                        |  |                 |                                   |  |  |  |  |  |  |  |                                                    |
|                         |                                                        |  |                 |                                   |  |  |  |  |  |  |  |                                                    |
|                         |                                                        |  |                 |                                   |  |  |  |  |  |  |  |                                                    |
|                         |                                                        |  |                 |                                   |  |  |  |  |  |  |  |                                                    |
|                         | Maria Anna Balbi                                       |  |                 |                                   |  |  |  |  |  |  |  |                                                    |
|                         |                                                        |  |                 |                                   |  |  |  |  |  |  |  |                                                    |
|                         |                                                        |  |                 | Giovanni Domenico Durazzo         |  |  |  |  |  |  |  |                                                    |
|                         |                                                        |  |                 |                                   |  |  |  |  |  |  |  |                                                    |
|                         | Giovanni Agostino Durazzo                              |  |                 |                                   |  |  |  |  |  |  |  |                                                    |
|                         |                                                        |  |                 |                                   |  |  |  |  |  |  |  |                                                    |
|                         |                                                        |  |                 | Maria Chiavari                    |  |  |  |  |  |  |  |                                                    |
|                         |                                                        |  |                 |                                   |  |  |  |  |  |  |  |                                                    |
|                         | Maria Clarice Durazzo                                  |  |                 |                                   |  |  |  |  |  |  |  |                                                    |
|                         |                                                        |  |                 |                                   |  |  |  |  |  |  |  |                                                    |
|                         |                                                        |  |                 | Napoleone Spinola                 |  |  |  |  |  |  |  |                                                    |
|                         |                                                        |  |                 |                                   |  |  |  |  |  |  |  |                                                    |
|                         | Maddalena Spinola                                      |  |                 |                                   |  |  |  |  |  |  |  |                                                    |
|                         |                                                        |  |                 |                                   |  |  |  |  |  |  |  |                                                    |
|                         |                                                        |  |                 | Agata Girolama Brignole Sale      |  |  |  |  |  |  |  |                                                    |
|                         |                                                        |  |                 |                                   |  |  |  |  |  |  |  |                                                    |